# مارتن لوف
مارتن لوف (30 مارس 1974 في أستراليا - ) (بالإنجليزية: Martin Love)‏ هو لاعب كريكت أسترالي. شارك مع منتخب أستراليا الوطني للكريكت. أما مع النوادي، فقد لعب مع نادي مقاطعة دورهام للكريكت ‏ ونادي مقاطعة نورثامبتونشير للكريكت ‏ وفريق كوينسلاند للكريكت ‏.

## وصلات خارجية
- مارتن لوف على موقع إي آس بي آن كريك إنفو (الإنجليزية)